# Kim Il-yeop
Kim Il-yeop (* 28. April 1896; † 1. Februar 1971) war eine koreanische Schriftstellerin, Dichterin, Journalistin und südkoreanische buddhistische Nonne. Sie war eine frühe koreanische Feministin und Anhängerin der Freie-Liebe-Bewegung. Ihr wirklicher Name war Kim Won-ju, ihr Spitzname war Il-yeop.

## Leben
Kim verlor in jungen Jahren ihre Eltern, was ihr späteres Schreiben stark beeinflusste. Sie war unglücklich verheiratet und studierte an der Ewha Hakdang (Vorläufer der Ewha Womans University) und am Tokyo English Institute. In den 1920er Jahren war sie Teil der ersten Generation der modernen koreanischen Autoren. Sie veröffentlichte als Journalistin Artikel in der Dong-a Ilbo und der Chosun Ilbo. Ab 1933 lebte sie nach ihrer Ordination als Nonne bis zu ihrem Tod im buddhistischen Tempel Sudeoksa des Jogye Orderns.